# 長谷川かすみ
長谷川 かすみ（はせがわ かすみ、1992年10月2日 - ）は、日本の女優。福岡県出身。元3RD GATE AGENCY所属。
身長は167センチメートル、スリーサイズはB84（Eカップ）-W59-H88。足のサイズは24センチメートル。

## 出演

### 映画
- 罪の余白（2015年10月3日、ファントム・フィルム）
- デスフォレスト 恐怖の森5（2016年9月3日、NSW） - カナ 役
- マイナビpresents TOKYO CITY GIRL -2016-（2016年12月3日）
- 8年越しの花嫁 奇跡の実話（2017年12月16日、松竹） - 坂口優里 役
- いぬやしき（2018年4月20日）
- この小さな手（2023年4月8日） - 根岸詩織 役
- 米寿の伝言（2023年7月1日）- 西野ヒトミ 役
- 映画 王様戦隊キングオージャー アドベンチャー・ヘブン（2023年7月28日）- モルフォーニャ 役

### テレビドラマ
- アルジャーノンに花束を（2015年、TBS） - 研究員 役
- 監獄学園-プリズンスクール（2015年、TBS） - 生徒 役
- きみはペット（2017年、フジテレビ） - マコ 役
- ノーサイド・ゲーム（2019年、TBS）
- 王様戦隊キングオージャー（2023年3月5日 - 2024年2月25日、テレビ朝日） - モルフォーニャ 役[7]
- 民宿のかくし味（2023年、CBCテレビ） - 紺野雫 役
- 買われた男 第3話（2024年5月2日、テレビ大阪）[8]

### ウェブドラマ
- 野武士のグルメ 第9話（2017年、Netflix）
- 相模鉄道 SOTETSU STORY（2017年 - 2018年） - ユメコ 役
- 王様戦隊キングオージャー ラクレス王の秘密 第2話（2023年6月4日、YouTube） - モルフォーニャ 役

### オリジナルビデオ
- 王様戦隊キングオージャーVSキョウリュウジャー（2024年10月9日、東映ビデオ） - モルフォーニャ 役

### 舞台
- 十二夜（2015年11月26日 - 29日、新宿村LIVE）
- 舞台「ノラガミ」 - ヒロイン・壱岐ひより 役
  - ノラガミ -神と願い-（2016年1月28日 - 31日、AiiA 2.5Theater Tokyo）[9]
  - ノラガミ -神と絆-（2017年2月16日 - 26日、AiiA 2.5Theater Tokyo）[10]
- 男たちの楽園-NEXT-（2016年4月28日 - 5月1日、TACCS1179）
- 腐っても愛（2016年6月22日 - 26日、下北沢Geki地下Liberty）
- オカシな夜にキカイな涙[11]（2016年10月26日 - 30日、上野ストアハウス） - シオリ 役[12]
- ロマンシング サガ THE STAGE〜ロアーヌが燃える日〜（2017年4月15日 - 23日、サンシャイン劇場 / 4月28日 - 30日、サンケイホールブリーゼ / 5月3日・4日、愛知県芸術劇場大ホール / 5月6日・7日、久留米シティプラザ ザ・グランドホール） - エレン・カーソン 役
- THE REALITY〜not realistic〜（2017年10月31日 - 11月5日、アトリエファンファーレ東新宿）
- KEIKI〜夏目漱石推理帳〜（2018年1月6日 - 14日、エアースタジオ両国） - 樋口一葉 役
- レディ・ア・ゴーゴー!!2018（2018年2月17日 - 25日、新宿村LIVE） - 渡辺日和 役
- 七つの大罪 The STAGE - ディアンヌ 役
  - 七つの大罪 The STAGE（2018年8月3日 - 12日、天王洲 銀河劇場 / 8月18日 - 20日、梅田芸術劇場 シアター・ドラマシティ）[13]
  - 七つの大罪 The STAGE -裏切りの聖騎士長-（2020年6月18日 - 28日、天王洲 銀河劇場）※新型コロナウィルス感染症の流行の影響で中止
- ミュージカル「クリスマスキャロル」（2018年12月12日 - 16日、東京キネマ倶楽部） - ケイト 役[14]
- 70億分の１の恋〜告白実行委員会〜（2019年3月6日 ‐ 15日、CBGKシブゲキ!!） ‐ 合田美桜 役
- メモリーダイアル（2019年5月1日 - 4日、東部フレンドホール）
- 13月の女の子（2019年6月28日 - 7月7日、シアターモリエール）
- 少年社中 第37回公演「天守物語」（2019年8月 - 12日、紀伊國屋ホール / 近鉄アート館） - 葛 役
- 米寿の伝言（2019年9月11日 - 15日、上野ストアハウス）
- 大江戸キック・アス！（2019年12月18日 - 23日、浅草九劇）
- 女王輪舞（2021年1月25日 - 31日、六行会ホール） - 主演・メリル 役
- BILL'S BILLS BUILDS（2024年6月20日 - 23日、CBGKシブゲキ!!）[15]
- 花郎〜ファラン〜（2025年1月8日 - 13日、THEATER MILANO-Za / 1月17日 - 19日、梅田芸術劇場 シアター・ドラマシティ） - スンミョン王女 役[16]
- 朗読劇『クローバーに愛をこめて』（2025年7月3日・5日・6日、浅草九劇）[17]
- ハイセンスA3-D 朗読演劇『図書委員界』（2025年10月10日 - 13日〈予定〉、CBGKシブゲキ!!） - 中元玲奈 役[18]

### テレビ番組
- 痛快TV スカッとジャパン（2017年11月6日、フジテレビ） - 再現VTR
- LIPSS〜イノセントな囁き〜（2019年1月22日 - 4月10日 、テレビ埼玉・ニコニコ生放送） - 不定期出演

### MV
- Goodbye holiday「革命アカツキ」（2015年7月8日）
- WHITE JAM「恋バナ花火」（2016年7月20日）
- Psalm「小さな花」（2017年12月9日）
- 西沢幸奏「LOVE MEN HOLIC」（2018年2月21日）

### CM
- さがみ湖リゾート プレジャーフォレスト さがみ湖イルミリオン（2015年）
- マルイ エポスカード（2016年）
- 明治 チョコレート効果（2016年 - 2017年）
- 東洋水産 マルちゃん正麺カップ「食べてみたら・3人で」篇（2016年）
- エイブル 春割「物件状況」篇（2017年）
- 中部電力「山の駅篇」（2020年-2024年）
- KANGOL REWARD コラボレーション（2025年）[19]

### WEB
- 明治 明治の宅配ショートドラマ「いつものこと」篇（2015年）
- Disney STORE WebCM（2015年）
- みずほ銀行×pepper Webムービー（2016年）
- 資生堂UNO スタイルリアクション篇 Webムービー（2016年）
- ON AIR TV なにゆえオウンゴール!?（2016年） - ゲスト出演
- クラシエ あるある図鑑（2017年）
- ぽんこつポン子（2019年）- YouTubeのショートボイスコミックで主人公ポン子を演じた
- TTFC東映特撮ファンクラブ 側近戦隊ソッキンジャー（2023年）

### 玩具
- 王様戦隊キングオージャー MEMORIALIZE DATA CARD（2024年12月23日）

## 作品

### デジタル写真集
- 秘密（2018年9月、講談社 FRIDAYデジタル写真集、撮影：松田忠雄）
- 童顔でごめんなさい。（2019年3月、集英社 週プレ PHOTO BOOK、撮影：矢西誠二）
- 長谷川かすみ（2019年4月、扶桑社 SPA! グラビアン魂デジタル写真集、撮影：門嶋淳矢）
- 会社の友達以上恋人未満な同期の家で朝ご飯を食べた（2025年6月2日、集英社 週プレ PHOTO BOOK、撮影：中山雅文）[20]